# ニダ
座標: 北緯55度18分11秒 東経21度00分23秒 / 北緯55.303112度 東経21.006374度
ニダ（リトアニア語: Nida、ドイツ語: Nidden、ロシア語: Нида）はリトアニア・クライペダ郡ネリンガ基礎自治体で最も大きな町。世界遺産でもある国立公園クルシュー砂州の中央部付近に位置する。この町の南には、ロシア連邦カリーニングラード州との国境がある。

## 観光
町は観光地として有名で、夏季にはリトアニア、ラトビア、ロシアやドイツから5万人を超える観光客が押し寄せる。
町のバルト海側は、リトアニア川からロシア側までずっと砂浜が続いている。内海側には観光漁港がある。
ロシアとの国境線付近には砂丘が広がっており、町の南西に砂丘を望む展望台がある。展望台からはロシアとの国境線付近や、ロシア側の監視塔などを見ることができる。
スミルティネからのバスが到着するバス停前に、観光案内所あり。

## ニダの芸術村(アーティスト・コロニー)
19世紀の後半、ニダの砂丘の風景は、ケーニヒスベルク（現、カリーニングラード）の美術学校で学んだ風景画家や動物画家たちに人気のある場所となった。また「表現主義」の画家たちも、ヘルマン・ブローデが経営する地元の宿屋を中心にニダで活動した。ニダで活動した画家にはロヴィス・コリントやマックス・ペヒシュタイン、アルフレート・リヒトヴァルク、カール・シュミット＝ロットルフ、アルフレート・パーティケルらがいた。ケーニヒスベルクの画家、ユリウス・フライムートやエドゥアルト・エドゥアルト・ビショフもニダを訪れ、文学者のエルンスト・ヴィーヒェルトやカール・ツックマイヤーもニダを訪れた。画家たちはブローデの旅館に滞在し、時としてブローデに作品を残した。第一次世界大戦後の1929年に作家のトーマス・マンはニダを訪れ、夏の別荘を建てて1930年から1932年の間、家族と夏を過ごした。

### ニダを描いた絵画

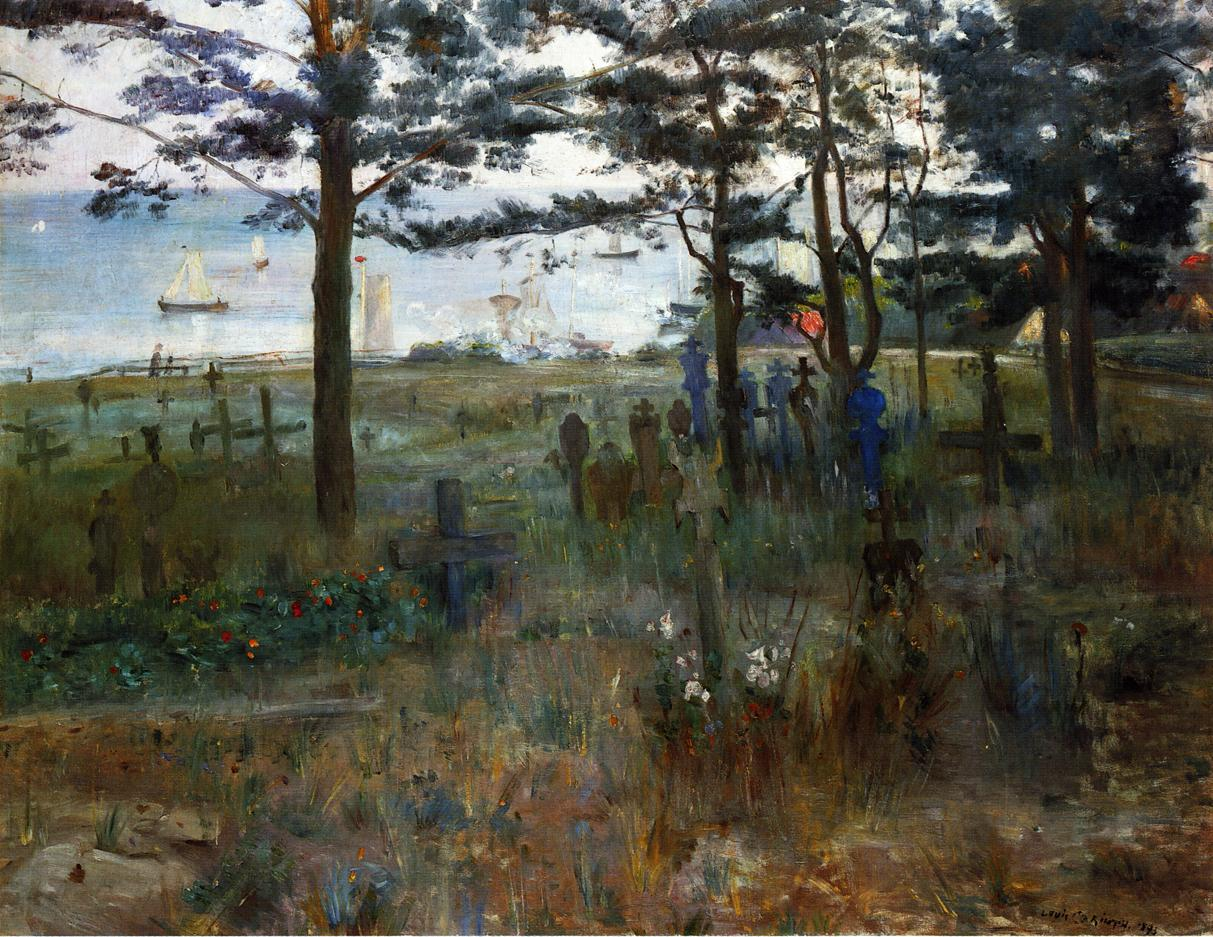
ロヴィス・コリント 「ニダの教会の墓地」
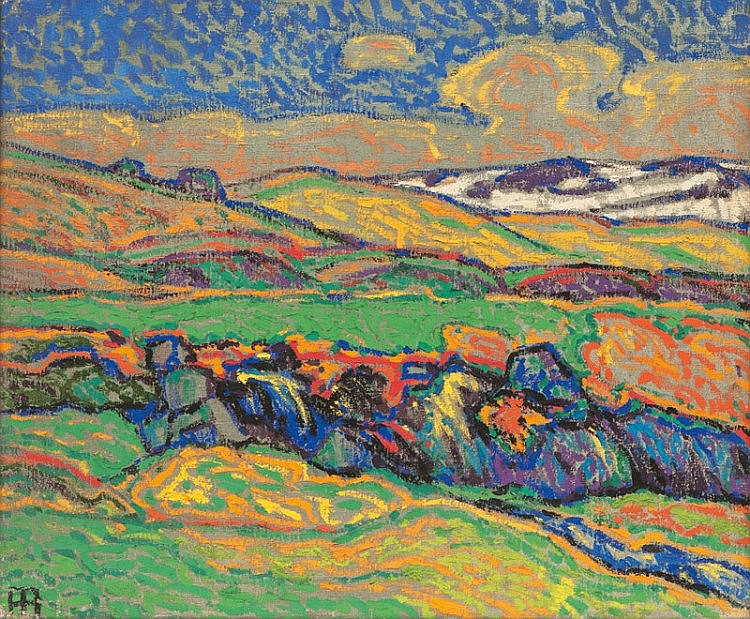
アルフレート・ヘルベルガー 「ニダ」
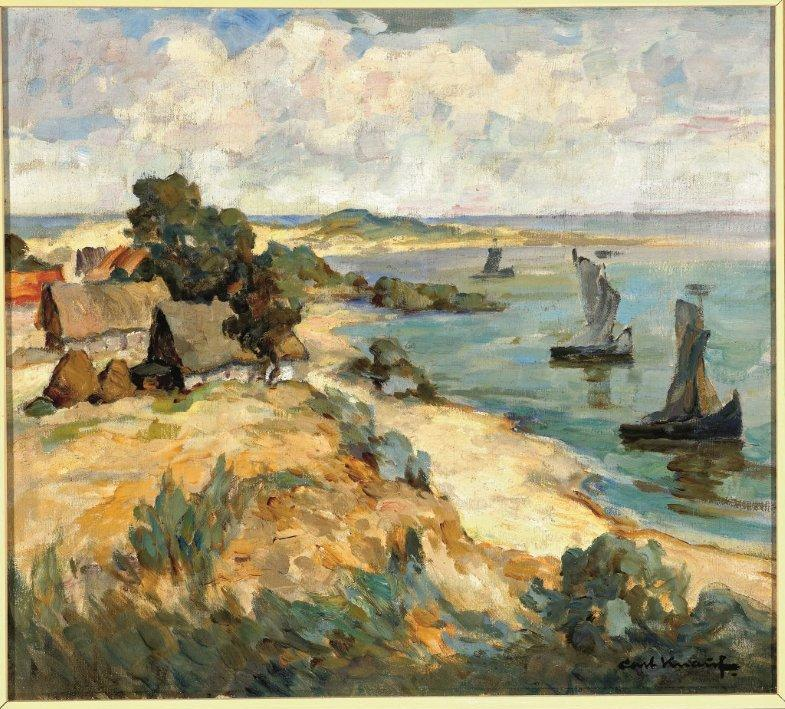
カール・クナウフ 「 Purwin近くの入り江の風景」

## 交通
- クライペダからスミルティネへ渡し船（所要約10分）、スミルティネからニダへ路線バス（1日10本程度、所要約1時間）
- ヴィリニュスから長距離バス（1日1本）
- カリーニングラードからクライペダ行きの長距離バスで途中下車（リトアニアからロシアへ向かうには、現在のところ有効なビザが必要）

## ギャラリー

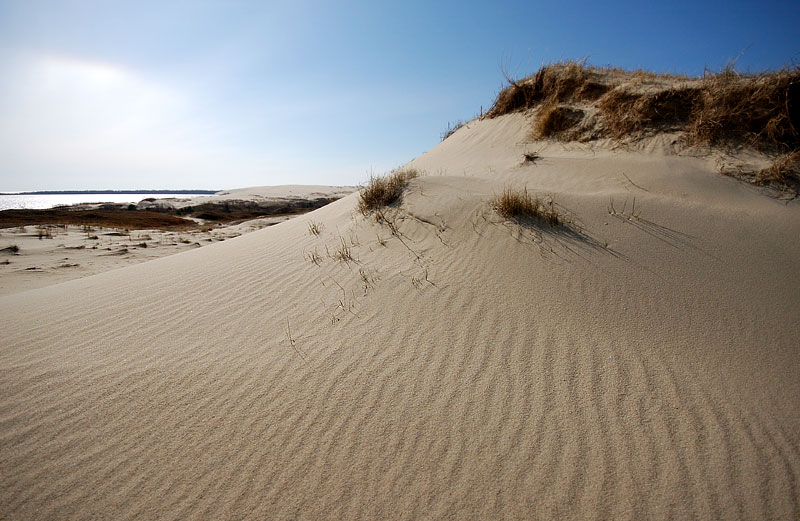
砂丘
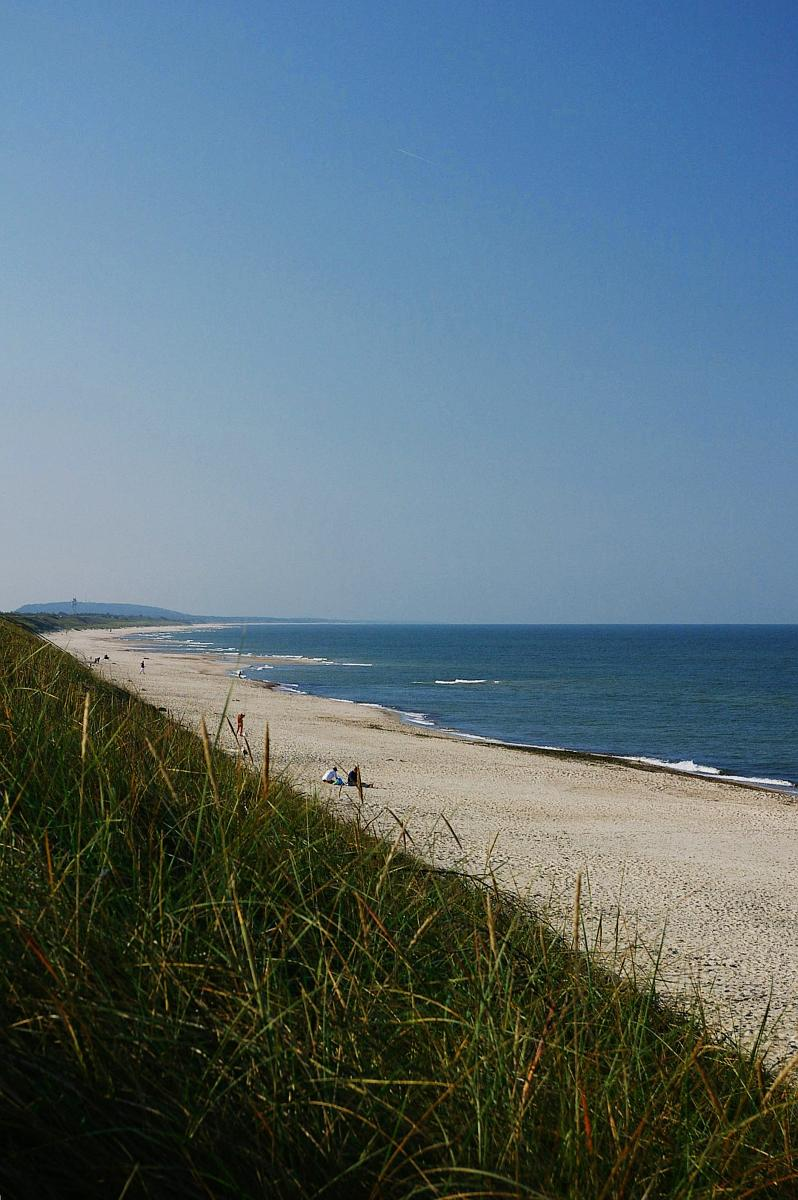
バルト海沿いの海岸